# История экологического права в России
В статье описана История становления экологического права в России

## Первобытное общество
В первобытном обществе человек ещё являлся частью природы и подчинялся биологическим законам «природопользования», ограничиваясь удовлетворением самых насущных потребностей. Потому его влияние на природу было несущественным. Из всего разнообразия древнеисторических видов животных и растений лишь единичные виды, вроде мамонтов, учёные относят к вымершим непосредственно по вине человека. В период «цивилизованной» истории таких видов было куда больше.
Общий принцип отношения природы в первобытном человеческом обществе можно проследить по экологическим традициям «малых народов».
Основной их принцип можно описать как «не навреди». Так в приполярных регионах России несмотря на то, что численность диких северных оленей намного превышает потребности местного населения, но издавна здесь развито домашнее оленеводство. В бурятских традициях запрещалось копать землю без особой нужды за пределами отведённых мест, заготавливать на дрова живые деревья при наличии сухостоя, рубить трудно восстанавливаемые виды ель, пихту и сосну. Существовали даже отдельные запретные территории — куруки — по сути во многом похожие современные охраняемые территории. Традиционное скотоводство было не узкоспециализированным, традиционно практиковался вывоз навоза на покосы, что также снижало давление человека на экосистемы. Калмыцкое традиционное хозяйство основывалось на разведении разных видов скота, что способствовало более полному использованию пастбищ. Переход в советское время на тотальное овцеводство, в результате чего многие пастбища были полностью выбиты, а территория опустынена, наглядно показывает эффективность природопользования аборигенного
населения.
Однако не везде на территории России человек и природа сосуществовали мирно. Славянские племена, заселяя Восточную Европу, в основном вели степной образ жизни. Лес был для них враждебной и чуждой средой. Для создания полей требовалось его уничтожение. Причём из-за быстрой потери плодородности отвоёванных у леса земель очень часто требовалось осваивать новые территории, огнём и топором расчищая леса.

Тяжелая работа топором и огнивом, какое заводилось лесное хлебопашество на пали, расчищенной из-под срубленного и спаленного леса, утомляла и досаждала. Этим можно объяснить недружелюбное и небрежное отношение русского человека к лесу: он никогда не любил своего леса.— В. О. Ключевский. Курс русской истории.
.
Враждебное отношение крестьянства к лесу сохранялось веками. Именно в лесу согласно народному фольклору обитала нечисть. В лесу же прятались разбойники. Из леса выходили хищные звери. Даже к концу XIX века отношение к лесу не стало более мирным:

…у них (крестьян) не только нелюбовь, у них ненависть к дереву. Если бы вы только видели жестокость, с какою обращаются крестьяне с деревьями… Крестьянин смотрит на дерево как на материал; его тень, его прохлада, а тем паче его краса ему не нужны. Он не сознает даже того, что рост дерева есть своего рода капитал и что как капитал начинается с копейки, так мачтовое дерево начинается с посаженного прутика.— С. М. Волконский. Мои воспоминания. — М., 1992. — Т. 2. Родина. — С. 24-43.
В результате подобного отношения в средне-русской чернозёмной области площадь лесов сократилась с 40 % в XV—XVI веках до 15 % в лесной и 8 % в лесостепной зонах уже к концу XIX века.

## Наследие первобытного права
Первоначальное первобытное регулирование природопользования в виде запретов нашло своё закономерное отражение в виде запретов в древних нормативных актах. Так, уже упомянутые бурятские традиции были законодательно закреплены в Ясе Чингисхана, Монголо-ойратском уставе 1640 года, кодексе «Халха-джирум» XVIII века.
Отдельные запреты из общего права в дальнейшем перешли в общинное и сословные права, некоторые из них успешно существовали веками. Так, у оренбургских казаков общинным правом регулировался рыбный промысел. Нормировались места ловли, сроки и продолжительность добычи осетровых, подушевые квоты заготовок. Соблюдение правил строго контролировалось органами самоуправления. В результате, по оценкам специалистов, условия воспроизводства запасов рыбы, прежде всего осетровых, в Урале были намного лучше, а её запасы выше, нежели в низовьях Волги.

## Русская правда
Самым ранним известным правовым документом, из дошедших до нас, в котором регулируется природопользование, является Русская Правда. В разных списках появляются статьи вида 

А за княжескую борть 3 гривны, если выжгут или разломают.— Тихомиров М. Н. Пособие по изучению Русской Правды. — М., 1953. — С. 75-86.
.
В других редакциях всё было расписано подробнее:

Аже пчелы выдереть, то 3 гривны продаже, а за мед, аже будеть пчелы не лажены, то 10 кунь; будеть ли олекъ, то 5 кунь.— Тихомиров М. Н. Пособие по изучению Русской Правды. — М., 1953. — С. 87-112.
Также крупными штрафами карались кража из ловчих сетей бобров, уток, гусей, лебедей, журавлей, ястребов и соколов. За бобра (А кто украдет бобръ или сеть, или разломаетъ борть, или кто посечет древо на меже, то по верви искати татя в себе, а платити 12 гривенъ продажи.) полагался штраф, равный штрафу за кражу холопа.
В отличие от народных традиций положения Русской правды руководствовались частнособственническими интересами. По сути, охранялись не сами природные объекты, а владельческие права на них. И под защиту природные объекты (бобры, бортные деревья и пчёлы) попадали только став чьей-либо собственностью.
Более поздние законы славян также во многом основывались на положениях Русской правды. Например в Вислицком статуте 1347 г. имеется постановление: «А кто кому дерево зрубить со пчелами, имеетъ заплатить гривну тому, чии пчолы, и другую судове гривну; а кто бортное дерево зрубить безъ пчолъ, то полгривны заплатить, а судове другую полгривны».

## Уставные грамоты
Постепенно основными правовыми актами, регулировавшими природопользование, стали уставные и жалованные грамоты, предоставлявшие в пользование природные объекты отдельным лицам, монастырям. В основном они затрагивали те же сферы деятельности: охоту, лесопользование, рыболовство, бортничество. Подобно первобытным традициям эти грамоты также основывались на запретах, однако запреты распространялись на использование природных объектов всеми, кроме их владельцев. Так, в XV веке белозёрский князь Михаил Андреевич пожаловал Кириллову монастырю монопольное право рыбной ловли в Уломском озере, московский великий князь Василий Дмитриевич запретил своим рыболовам ловить рыбу в озёрах Константиновского монастыря.
Были грамоты и другого рода. В Уставной грамоте Василия III от 1530 г. на определённых территориях был снят запрет на вырубку леса посторонними в частных владениях, если он шёл на выварку крайне необходимой соли.
В целом же природопользовательское законодательство данного периода в первую очередь было озабочено защитой природных объектов
великокняжеских, монастырских и общинных владений от посягательства на них сторонних лиц. Речи о сохранении природных ресурсов все ещё не велось. Однако, пусть и исходя из несколько иных интересов, чем в современном мире, но государство продолжало заниматься природоохранной деятельностью как на общегосударственном, так и на местном уровнях.

## Соборное уложение
Соборное уложение 1649 года свело многие локальные природопользовательские акты воедино. Снабженное куда более подробной регламентацией видов деятельностьи, Уложение стало разделять и вычленять многие виды деятельности.
Но, как будет на примерах показано ниже, в этот исторический период ещё преждевременно говорить о правовой охране природы как таковой. Роль государства сводилась лишь к защите владельческих прав на природные объекты.

### Бортничество
Сбор мёда и мёдопродуктов диких пчёл — важнейшая отрасль хозяйства, и весомая часть доходов государства. Но, кроме этого, бортничество способствовало и сохранению флоры и фауны. Предназначенные для сбора мёда «бортные ухожаи» строго охранялись. По царскому указу 1622 года по факту порчи, поджога или уничтожения бортных деревьев писцы обязаны были проводить розыск виновного. с нарушителей брался серьёзный штраф в пользу казны. На местном уровне бортничество так же не оставалось без внимания. Так, в царской грамоте для города Вольного полковым казакам разрешалось «в угодья входить», но с условием, «чтоб они в тех угодьях деревья пчелиного никакого не секли и ничем не порочили». А на Слобожанщине с 1659 года жжение поташа и смолы производилось только в специально отведённых участках, которые выделял воевода, потому что «… от жжения тово лесу … и от дыму пчелы повылетали и мед стал дорог»
Однако с XVII века бортничество стало вытесняться пасеками и некогда охраняемые участки стали осваиваться под другие нужды.

### Охота
Пушнина издавна была важной составляющей в экспорте России, однако с течением времени разнообразие и количество животных в западной части России сильно уменьшилось, что вынуждало промысловиков все дальше углубляться на восток.
На западе же охота осталась прежде всего формой досуга высших сословий. Именно в интересах таких охотников и появились многочисленные запреты. Активнее других правителей на этом поприще проявил себя Алексей Михайлович. Он запретил добычу выдры и бобра при помощи капканов (1653 г.), а указом 1682 года были запрещены соколиная и псовая охота (за исключением царской) в Подмосковье. Позднее этот запрет подтвердили и царь Фёдор Алексеевич, и великие государи Иоанн и Пётр I в 1682 году.
Страстный охотник, Алексей Фёдорович даже объявил семь островов, где водились добываемые для царской охоты лучшие кречеты, заповедной зоной. Заповедными были объявлены и места его охоты - никто, кроме царя, не мог в них охотиться.
Но иногда государи российские действовали и в интересах казны. С середины XVII века из-за сильно уменьшившегося поголовья соболей были объявлены заповедными некоторые районы Сибири. Соболиный промысел был запрещён русским промышленникам в 1650 г. в Кетском уезде, а в 1656 года — по притокам Ангары.

### Лесная охрана
Лес, помимо всех своих прочих вариантов использования, играл в России важную охранную функцию. Засечная черта, образованная поваленными в одном направлении, но не отделёнными от пней и остававшимися живыми деревьями, служила надёжной преградой от неожиданных набегов кочевников. Через подобные засеки невозможно было пробраться коннику, и уж тем более обозуСавельев А. О сторожевых засечных линиях на юге древней Рус. — М., 1876..
Подобные засечные леса были объявлены заповедной зоной. Впервые это документально было зафиксировано указом Ивана Грозного в 1571 году: «учинить заказ крепкий, чтоб в заповедный засечный лес ходить, а нарушителям быть в смертной казни без всякой пощады» В таких лесах строго запрещалась вырубка деревьев, леса охранялись специальными сторожами. В некоторых из них допускалось бортничество, но с условием недопущения создания проезжих просек и троп, на которых можно проехать верхом или на телеге.
Нарушители строго наказывались. По указу 1678 года, повторно подтвердившему важность засек для государства, за рубку леса в засечной черте с виновного взимался штраф в 10 рублей и его ждало наказание кнутами. Повторное нарушение каралось смертной казнью.
Позднее эти леса потеряли оборонное значение, однако к этому времени появились и другие причины для России беречь лес.
Другими целями лесоохраны тех времён были сохранение дичи (запрет на рубку леса ближе 30 вёрст от Москвы, запрет «не жечь и не сечь лесов в ясачных местах, дабы зверь не бежал» в Якутии (1681 г.) и защиты от наводнений. К законодательным актам последнего вида можно отнести указ о запрете использования леса на берегах Двины 1563 года: «того лесу не чистить и дров не сечи и лык не драть».

### Рыбоохрана
Предполагается, что первым законодательным актом, регулирующим порядок рыбной ловли, был вышедший в 1632 году указ царя Михаила Фёдоровича о рыбной ловле в озере Неро. Однако об указе известно только из ростовской летописи, сам текст не сохранился.
В Соборном уложении тоже уже была предусмотрена охрана рыбных богатств, правда пока ещё лишь находящихся в частном владении. За лов рыбы в чужом пруду предусматривалось битье батогами. При повторной провинности — битье кнутом, а в третий раз — отрезание уха. А в 1669 году наказание было ужесточено — нарушителю отсекали кисть левой руки.
В 1676 году вышел ещё один царский указ, регламентировавший рыбодобычу в Плещеевом озере. В целях сохранения породы был запрещён лов мелкой сельди, лов сельди большими образцовыми неводами, предусматривались временные запреты ловли сельди. Нарушителей ждала смертная казнь. Однако всё-таки первопричиной таких мер являлось то, что из этого озера рыба ловилась на царский стол.

## Имперское право
Экологическое право в России в полном соответствии с современным его пониманием появилось при правлении Петра I. Существовавшее до той поры регулирование природопользования он кардинально изменил. В первую очередь изменение произошло в отказе от охраны сословных привилегий и переходе к собственно государственному регулированию. В рамках этого нововведения были созданы первые специализированные государственные структуры (Вальдмейстерская канцелярия и Берг-коллегия), следившие за исполнением указов и регулировавшие использование леса и недр соответственно.

### Указы Петра I
Помимо уже описанных в Соборном уложении видов природопользования Пётр I ввёл законодательное регулирование в многих новых областях.
Им было положено начало регулированию недропользованием. Так, в 1719 году было установлено, что «все в собственных и чужих землях имеют право искать, плавить, варить и чистить металлы и минералы». За сокрытие руд или препятствование в строительстве заводов полагались телесные наказания, вплоть до смертной казни.
Также им впервые законодательно введены элементы рационального природопользования. Предписывались заселение пустующих земель, распиловка леса вместо традиционного изготовления досок топором, уборка хлеба косой.
Другим нововведением стали меры по охране почв, введённые указом 1712 года о сохранении почвенного покрова при рубке лесов.
Также Петром впервые были заложены основы урбоэкологии. И хотя и до него были указ 1640 года об уборке павших животных в Москве и указы царицы Софьи «не оставлять на улицах навоз, мертвечину и всякий скаредный помет», но этим всё и ограничивалось. Пётр ввёл обязательный вывоз нечистот из дворов Москвы, запретил вываливать мусор на лёд Невы, повреждать и уничтожать зелёные насаждения в городах. Нарушителей ждали самые разнообразные наказания: от батогов до каторжных работ.
Указом 1718 года об охране водоёмов Пётр положил начало основам регулирования пользования и охраны водных объектов.
Помимо нововведений Пётр не оставил без своего внимания и уже традиционные виды природоохраны.
В области охраны леса им был установлен заповедный статус водоохранных лесов, приняты меры к сохранению многоводности рек (указ 1701 г. «о нечистке под пашню лесов по рекам, по коим леса гонят в Москву, а чистить их в 30 верстах выше»). В противопожарных целях было запрещено разводить костры ближе 2 сажен от деревьев. Новой веской причиной для Петра I сберегать лес стало кораблестроение. Для нужд флота были объявлены заповедными несколько лесных массивов, повсеместно были взяты под защиту отдельные виды деревьев (дуб, вяз, сосна — от 12 вершков диаметром) — причём деревья охранялись в целях не только кораблестроения, но и восстановления леса.
Леса вдоль рек были объявлены заповедными — для крупных рек ширина запретной зоны составляла 50 вёрст, для малых — 20 вёрст.
Помимо охраны существующих лесов также было положено начало его разведению, в том числе в степях: в 1696 году в Таганроге была заложена роща «Дубки». Позднее начались посадки и разведение корабельных лесов. Незаконная порубка леса каралась штрафом в 10-15 рублей за каждое дерево, а также конфискацией имущества или наказанием кнутом.
Уставом о рыбной ловле 1704 года Пётр I подтвердил основы регулирования рыбной ловли, а заодно запретил истребительные способы её добычи: заколами, крючьями без наживки (поддев) и прочими.

### Дальнейшее развитие законодательства
Всего при Петре было принято более 60 указов, регулирующих природопользование. В последующие годы число законодательных актов в этой области только увеличивалось: в 1725—1801 гг. было издано более 140 законов, а за 60 лет XIX века — около 300. По конкретным направлениям законы относились следующим образом: запрещающие или ограничивающие использование конкретных ресурсов (20-25 %), регламентирующие исполнение основных актов (50 %), отменяющие или сужающие область применения основных законов (около 15 %), направленные на рекультивацию нарушенных территорий (около 8 %).
Однако по сравнению с Европой природоохранное законодательство всё равно оставалось слабо развитым. Специалисты объясняют это, помимо прочих причин, и тем, что в Европе намного раньше люди столкнулись с истощением природных ресурсов. Так в XVI—XVII веках в Англии, Голландии и Франции уже не осталось своего корабельного леса. В то же время природные богатства России не предрасполагали к их вдумчивому использованию. У населения исторически сложилась экстенсивная психология освоения территорий, чему немало способствовало быстрое расширение государства на Урал, затем в Сибирь и на Дальний Восток.

За четыреста лет территория России увеличилась в 36 раз. Русский народ не столько завоевывал землю, сколько брал её в плен. Эта военнопленная земля и работала на русский народ, работала без того, что он сам по-настоящему на ней работал. …неустанный прилив хлебородных равнин, которые приходилось наспех заселять и засеивать, лишал русский народ не только необходимости, но и возможности заботливого и тщательного труда на земле. Кое-как бередили все новую и новую новую целину— Степун Ф. А. Мысли о России // Новый мир. — 1991. — Вып. 6.
В целом законы продолжали и расширяли заложенные Пётром принципы охраны природопользования. Так в области правового регулирования охоты указом от 1763 года она была запрещена в период размножения (кроме хищных зверей). В 1888 году были введены новые подробные правила охоты: вводилась плата за право на охоту, устанавливались дифференцированные сроки охоты для 3-х широтных зон. Но и эти правила не регулировали охоту в частных владениях и не распространялись на промысловую охоту в Азиатской части России.
в области рыбоохраны всё чаще применялись локальные запреты для восстановления численности того или иного вида рыб в конкретных водоёмах. В 1752 году был ограничен лов ряпушки, в 1763 годы был запрещён лов стерляди в Неве длиной менее 7 вершков. В 1835 году началось законодательное регулирование воспроизводства рыбы — вышел указ об охране мест икрометания.
А вот в области лесоохраны были и отклонения от уложений Петра. После его смерти в 1726 году были изменены заповедные зоны в лесах по берегам рек: вдоль крупных сужены до 15 вёрст, а вдоль мелких вообще отменены. В 1782 году владельцы частных лесов вообще получили возможность беспрепятственно рубить лес в пределах запретных зон. Охрана водозащитных лесов на малых реках была восстановлена только в 1980 году.
Впрочем и в этой области были подвижки: при Екатерине II был разработан регламент лесопользования. По нему предписывалось беречь лес от скота, смолу гнать из пней и корней, для приготовления поташа использовать второсортную древесину, а для заготовки дров — ветровал и бурелом. В 30-х годах XIX века была усилена охрана лесов от пожаров и незаконных порубок. По оценкам, в результате этого ущерб от них снизился в 50 и 3 раза соответственно.
В 1888 году был введён лесозащитный закон, согласно которому за выдачу порубочного билета предусматривалась плата в 25 р, шедшая на лесовосстановительные работы. В 1893 году вышел очередной закон о сохранении лесистости в степной и лесостепных зонах, который можно назвать полноценным экологическим законом, так как в нём констатировалась ландшафтообразующая и климаторегулирующая роль леса. Также при Николае II был основан институт лесничества для охраны государственных лесов.
В области водоохраны положенные Петром инициативы долго не имели практического успеха. Так естествоиспытатель П.Паллас отмечал абсолютное пренебрежение в России состоянием рек и чистотой вод, в том числе и питьевых. Правительством предпринимались попытки изменить ситуацию, так, например, в 1803 году вышел запрет строить фабрики и заводы, загрязняющие реки выше городов по течению. Однако по большей части принимались акты о очистке рек (Любавы — 1797, Суры — 1803). Понятно, что такие локальные акты не могли изменить ситуацию с чистотой водоёмов. К концу XIX века учёные констатировали: 

Частые запруды на многих реках нашей области, мочение в медленно текущей воде конопли и
льна и засорение воды другими способами сделало невозможным пребывание в ней многих, отчасти особо ценных рыб— Семенов П. П., Семенов А. П. Растительный и животный мир / Россия. Полное географическое описание нашего отечества. — С-Пб.: Издание А. Ф. Девриена, 1902. — Т. 3. Средне-русская чернозёмная область.

### Итоги
Описывая имперское экологическое право учёные сходятся на том, что хотя оно и прогрессировало, но значительно отставало от европейского, а также отличалось непоследовательностью: периоды ужесточения и послабления сменяли друг друга. Приоритетным для государство всегда оставалось развитие промышленности, а вопросы охраны природы оставались на втором плане.
Контроль за соблюдением законов был весьма неравномерным по территориям, почти полностью отсутствуя в Азиатской части России. А контроль за частными владениями отсутствовал практически везде. Закономерным итогом стало тотальное обезлесивание Европейской части России, а также уральского региона, а после отмены крепостного права и развития промышленности процесс только ускорился. В результате снизилось водность рек, значительно обеднела водная и лесная фауна.

## XX век
В общем в мире в конце XIX — начале XX веков из-за развития капиталистических отношений и стремительного возрастания антропологического давления на природу пришло осознание необходимости защиты природы от деятельности человека.
В разных странах оно приняло различные формы, исходя из местных условий и реалий. Так Швейцария изначально ориентировалась на сохранение естественных ландшафтов и их эстетического значения как национального богатства. В более промышленно развитых странах деградация природных богатств происходила намного быстрее, особенно вокруг крупных промышленных центров. Человечество резко увеличило объём и спектр потребления природных ресурсов, выросли площади антропогенно изменённых территорий. Появилась необходимость сохранения природных комплексов для рекреации, защиты животных и научных исследований. Для этого стали организовывать новые формы защиты: национальные парки. Первый такой парк (Йеллоустонский национальный парк) был создан в США 1 марта 1872 года.
В России запаздывали как развитие собственно капиталистических отношений, так и природоохранное законодательство. Существуют многочисленные свидетельства поистине хищнического уничтожения природных ресурсов в эту эпоху. Так на рыбных промыслах на Волге большая часть добытой рыбы пропадала. 

Мелкая рыба выбрасывается в воду дохлая и часто уже протухлая, вместе с рыбой, небрежно приготовленной и также испортившейся, или закапывается вблизи промыслов в землю, образуя собой огромныя рыбныя
кладбища, распространяющия от себя страшное зловоние. Нередко выбрасывалась в воду и достаточно крупная рыба, с тем только, чтобы не пропустить, во время сильного хода сельди или воблы, товар в руки соседнего промысла и тем не подорвать своей фирмы".— Сырнев И. Н. Промыслы и занятия населения / Россия. Полное географическое описание нашего отечества. — С-Пб.: Издание А. Ф. Девриена, 1901. — Т. 6. Среднее и Нижнее Поволжье и Заволжье.
И такое происходило не единично, а по всему низовью волги, при этом не нарушая никаких постановлений устава
Каспийско-Волжского рыболовства. В той же книге цитировались слова академика К. Бэра, высказанные им в 1866 году: «Рыбаки и владельцы рыбных ловель делают все, что от них зависит, для уничтожения рыбного богатства, и надо удивляться, как еще природа противодействует их усилиям и как разрушение идет такими медленными шагами».
В то же время, например, в Румынии в местах миграции рыб из моря в пресные воды или из Дуная в плавни не разрешалась ловля даже на удочку.
Однако запаздывание в индустриализации России имело и свои преимущества. Передовые учёные, анализируя изменение природы в европейских странах, всё больше требовали принятия эффективных мер для неповторения подобного. Их мнение подтверждалось катастрофичным сокращением наиболее ценных рыб и пушных зверей, традиционных продуктов русского экспорта.
Проявляя инициативу промысловики-охотники в 1882 году создали на Камчатке охотничий заказник для сохранения популяции соболя. Подобный государственный заповедник с целями охраны и восстановления численности появился только в 1916 году — Государственный Баргузинский заповедник (существует и сейчас).
Появляются многочисленные частные заповедники, из которых наиболее известны «Аскания-Нова» Фальц-Фейна, «Лес на Ворскле» графа Шереметьева (при советской власти ставшие государственными). Существовали и научно-общественные заповедники (Вайка, Морицсала в Прибалтике).
В 1910 году в селе Хортица Екатеринославской губернии, населенном немецкими колонистами, создается первое Общество по охране природы. В последующие несколько лет подобные общества появляются и в других губерниях, а также столицах.
При Императорском географическом обществе была создана постоянно действующая природоохранная комиссия. По её заданию Г. А. Кожевников и В. П. Семёнов-Тянь-Шаньский разработали проект сети заповедников для всей территории России («О типичных местностях, в которых необходимо организовать заповедники по типу американских национальных парков»). Примечательно, что при советской власти заповедники создавались в основном в указанных местах, так что план к концу 1970-х годов был выполнен почти на 80 %.
Таким образом, когда государственные запреты оказались малоэффективны, только изменение мировоззрения в обществе потенциально могло изменить ситуацию. Зародившееся общественное движение по сохранению природы России в принципе могло существенно повлиять на государственную политику в области природопользования, но не успело. Но в 1917 году Российская империя прекратила своё существование.

## Советское право
В Советский период в основе взаимоотношения с окружающей средой лежала концепция потребительского отношения к природе. Это объясняется отчасти тем, что проблема охраны окружающей среды от загрязнения не была достаточно осознана высшими органами государства, а также не имела достаточной научной разработки. Вплоть до 70-х гг. для экологической политики господствующим был природоресурсный подход.
Становление экологической политики в 1980-х гг. связано с инициативностью многочисленных экологических движений и возникновением экологических неправительственных организаций (экоНПО), что говорит о заинтересованности граждан в сохранении живой природы и здоровой окружающей среды, а также в экологизации общественного сознания. Под давлением массовых экологических акций в конце 1980-х гг. возникло несколько общенациональных организаций: Социально-экологический союз, Экологический союз, Зеленое движение, экологический фонд, а в 1988 и первое в истории страны природоохранное ведомство - Государственный комитет по охране природы. Халий И.А. Экологическое общественное движение и власть: формы взаимодействия. Однако после распада СССР основная природоохранная деятельность легла на плечи экоНПО, поскольку начинается деэкологизация государственного управления. Кардинально меняется политика российских властей относительно этой проблемы: создаются такие организации как Госкомприроды, Санэпиднадзор, которые должны были перехватывать инициативы экологического движения с целью минимизировать возможный ущерб интересам правящей элиты. В 2000 г. указом президента РФ государственный природоохранный орган был расформирован. О смене государственных приоритетов в экологической сфере свидетельствуют и публичные выступления руководителей страны, утверждающих, в частности, что «устойчивое развитие экономики России в ближайшие годы должно базироваться на планомерном росте ее составляющих и, прежде всего, за счет минерально-ресурсного потенциала».